# Anarkopacifism

Den anarkopacifistiska flaggan

Anarkopacifism, ibland icke-vålds-anarkism eller pacifistisk anarkism, är en form av anarkism som menar att alla former av organiserat våld, såväl statligt som revolutionärt, med nödvändighet måste förkastas. Det centrala argumentet, ursprungligen uttryckt av Lev Tolstoj, är att staten är en destruktiv kraft eftersom den bygger på centraliserat och organiserat våld. För att uppnå ett fredligt, jämlikt och fritt samhälle måste således statens våldsapparat (militär, polis, domstolar och fängelser) avskaffas. Anarkopacifister menar vidare att det är omöjligt att åstadkomma detta mål med hjälp av våld, då mål och medel inte är åtskiljbara i den frihetliga kampen. En värld i fred kräver således en aktiv kamp mot stat och kapital med hjälp av icke-våldsmetoder.

## Pacifism inom den anarkistiska rörelsen
Likhetstecknet mellan fred och anarki har varit en ständigt närvarande uppfattning inom den anarkistiska rörelsen.[källa behövs] Redan William Godwin, ofta kallad anarkismens fader, argumenterade mot användning av revolutionärt våld och förespråkade istället att ökande klarsynthet skulle bana väg för det fria samhället. Den huvudsakliga pacifistiska analysen utvecklades emellertid av den ryska författaren Lev Tolstoj, som efter att ha bevittnat en statligt genomförd avrättning svor sig fri från all beblandning med staten. En viktig del i Tolstojs argument är att samtliga stater, även de som idag benämns som demokratiska, bygger på användning av, eller hot om, organiserat våld.. En mer sentida pacifistisk anarkist var tysken Gustav Landauer, som menade att ett frihetligt mål måste vara förenligt med frihetliga medel. Laudauer argumenterade således mot revolutionärt våld eftersom "every act of force is dictatorship". Likaså hävdade den holländska anarkopacifisten Bart de Ligt i The Conquest of Violence (1937) att "the more violence, the less revolution".
Icke-våld som motståndsmetod presenterades först av den amerikanske författaren och filosofen Henry David Thoreau. I boken Civil Disobedience (1849) argumenterade han för civil olydnad som kampmetod mot orättfärdiga maktstrukturer. Icke-våldsmetoden förfinades senare av Mohandas Gandhi, som ibland benämnde sig själv som anarkist, ibland inte.. Vinoba Bhave och den indiska folkrörelsen Sarvodaya inspirerades av Gandhi och har kommit att utveckla en mer renodlad anarkopacifism.
Vissa pacifistiska anarkister är även djupt influerade av Jesus, till exempel den amerikanska rörelsen Jesus radicals, sociologen Jacques Ellul samt Catholic Worker-rörelsens förgrundsgestalt Dorothy Day. Den holländska prästen Ferdinand Domela Nieuwenhuis var också uttalad anarkist och pacifist. Nieuwenhuis inspirerade Roel van Duijn och den icke-våldsligt orienterade anarkorörelsen Provorörelsen i 1960-talets Holland.
Många anarkister har även rört sig i gränslandet till uttalad pacifism. Författaren Herbert Read hävdade exempelvis att "fred är anarki". Även anarkisten Paul Goodman menade att staten innebär våld, medan anarki innebär fred (även om Goodman försvarade våld på en face-to-face nivå). Emma Goldman, som i sin ungdom deltagit i upplopp och tillsammans med Alexander Berkman planerat och genomfört ett mordförsök på en företagsledare, började mot slutet av sitt liv att betona icke-våld som den mest effektiva och hållbara motståndsmetoden.
Också den Brittiska idéhistorikern Peter Marshall, författare till det anarkist-historiska standardverket Demanding the impossible (1992), betonar att anarki är fred och att våld därför måste undvikas eftersom mål och medel inte går att skilja åt. Ytterligare exempel på anarkopacifism är Dwight McDonalds tidskrift Politics, som utkom 1930-1940 i USA, Alex Comforts Peace and Disobedience (1946), Aldous Huxleys Science, liberty and peace (1947), Alan Carters A Radical green political theory (1999), samt den tyska anarkopacifistiska rörelsen graswurzelrevolution.

## Anarkopacifism i Sverige
I den svenska anarkiströrelsen fanns det tydliga pacifistiska förespråkare under det tidiga 1900-talet. I början av andra världskriget pågick en debatt i den anarkistiska tidningen Brand, där tongivande personer gav uttryck för pacifistiska åsikter och redaktionen drev en radikalt antimilitaristisk linje. Det kanske tydligaste uttrycket för detta var Bokförlaget Brands utgåva av skriften Jag tror inte på våldet (1939), vilken propagerade för betydelsen av icke-våld i den anarkistiska kampen för frihet, och den debatt som följde publiceringen.
Teologen och "vandrarprästen" David Petander, som ställdes inför krigsrätt som vapenvägrare 1914, var också uttalat inspirerad av Tolstojs anarkopacifism.